# Карантанія
Каранта́нія, інша назва Хорута́нія (словен. Karantanija, Korotan) — держава словенців в басейні річки Мура і верхів'ях річки Драва в VII–XI ст.

## Походження назви
Назва Карантанія, або Хорутанія (старо-словен. Korotan), можливо, походить від слов'янського кореня gora (гора) й індоєвропейського stan (будинок, країна). З іншого боку назва стародавнього кельтського племені, що жило в цьому регіоні, — карнів (лат. carni) — мабуть, перегукується з кельтсько-іллірійським словом carn (скеля). У кожному разі назва Карантанія характеризує гірський характер земель, населених предками словенців.

## Історія

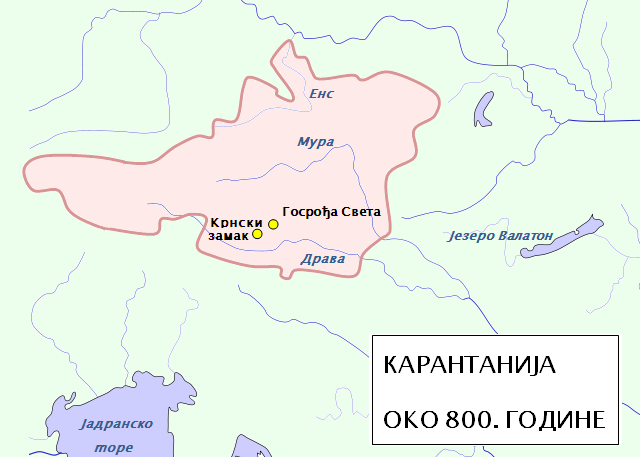
Гіпотетичні межі Карантанії близько 828 року.

Слов'янські племена розселилися на східних схилах Альп і у верхній течії Мури, Драви і Сави після того, як лангобарди покинули територію для завоювання Італії у 568 році. Вже під 595 рік в «Історії ломбардів» Павла Диякона згадується Слов'янська провінція (лат. provincia Sclaborum), яка вважається початком утворення держави предків сучасних словенців. Слов'янське населення цього регіону було під владою Аварського каганату. Однак у 622 році, скориставшись війною аварів з Візантією, слов'яни (зокрема хорутани на чолі із Валуком) підняли повстання, на чолі якого став князь Само, який розгромив 623 року аварське військо, а 631 року відбив набіг франків. Держава Само представляла по суті союз слов'янських племен. Вже в 631 році згадується вендська марка (лат. marca Vinedorum), яка, ймовірно, була автономним князівством хорутанів (карантанців) у складі держави Само.
Карантанія стала самостійною після розпаду Держави Само (658). Близько 745 року потрапила у залежність від баварського герцога; у 788—820 роках стала васальним князівством Франкського королівства; з 820 графством у складі Франкського королівства, із якого Карантанія відійшла до Східно-Франкського королівства. У 976 році імператор Оттон II з Карантанії й низки марок, у яких переважало слов'янське населення (Карантанська, Подравська та інші), створив герцогство «Велика Карантанія», яке на початку XI ст. розпалося на низку феодальних володінь: Каринтію, Крайну, Каринтійську марку (надалі Штирія) та інших.

## Пам'ятки

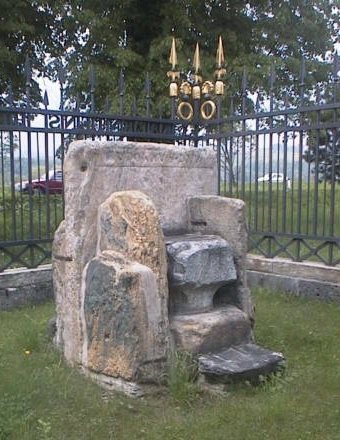
Трон князя на Госпосвітському полі.

Найдавнішими писемними пам'ятками Карантанії є Фрайзінгські уривки, написані давньословенською мовою.